# Sportovec roku 1969

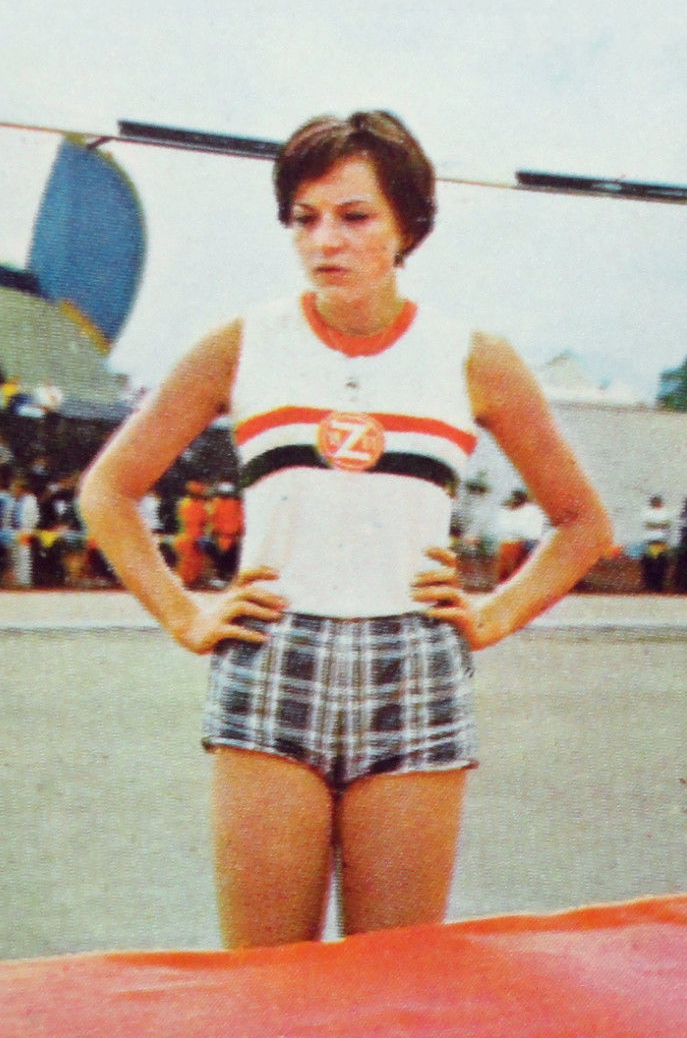
Miloslava Rezková

Sportovec roku 1969 byl jedenáctý ročník ankety sportovních novinářů o nejlepšího sportovce Československa. Vítězem se stala skokanka do výšky Miloslava Rezková, která se toho roku stala mistryní Evropy. V družstvech nejvíce hlasů získala hokejová reprezentace, která získala bronz na mistrovství světa a dokázala přitom dvakrát porazit sovětskou sbornou. Zejména proslulé vítězství 4:3 z 28. března 1969 získalo silný politický náboj, neboť šampionát se konal jen půl roku po sovětské okupaci Československa a spontánní oslavy vítězství v ulicích přerostly v politický protest. Je velmi pravděpodobné, že to mělo vliv i na výsledky ankety, v němž hokejisté dostali přednost před fotbalisty Slovanu Bratislava, jimž se toho roku povedl unikátní úspěch, vítězství v Poháru vítězů pohárů.

## První desítka jednotlivci
1. Miloslava Rezková (atletika)
2. Jaroslava Jehličková (atletika)
3. Jozef Plachý (atletika)
4. Jan a Jindřich Pospíšilové (kolová)
5. Ondrej Nepela (krasobruslení)
6. Jiří Raška (skoky na lyžích)
7. Ludmila Polesná (vodní slalom)
8. Oldřich a Pavel Svojanovští (veslování)
9. Jan Suchý (lední hokej)
10. Vladimír Dzurilla (lední hokej)

## První trojka družstva
1. hokejisté Československa
2. fotbalisté Slovanu Bratislava
3. fotbalisté Československa